# Neusticurus
Neusticurus – obejmujący kilka gatunków rodzaj jaszczurek z rodziny okularkowatych (Gymnophthalmidae).

## Zasięg występowania
Rodzaj obejmuje gatunki występujące w Kolumbii, Wenezueli, Gujanie, Surinamie, Gujanie Francuskiej i Brazylii.

## Systematyka

### Etymologia
Neusticurus: gr. νευστικος neustikos „umiejący pływać, pływający”; ουρα oura „ogon”.

### Podział systematyczny
Badania Castoe i in. (2004) zasugerowały, że rodzaj ten, tradycyjnie definiowany, jest polifiletyczny; w związku z tym Doan & Castoe (2005) przenieśli część gatunków dotychczas zaliczanych do tego rodzaju (m.in. N. juruazensis, N. ecpleopus i N. strangulatus) do nowego rodzaju Potamites. Do rodzaju należą następujące gatunki:
- Neusticurus arekuna Kok, Bittenbinder, Van Den Berg, Marques-Souza, Sales-Nunes, Laking, Teixeira Jr, Fouquet, Means, Macculloch & Rodrigues, 2018
- Neusticurus bicarinatus (Linnaeus, 1758) – wodnoteid brazylijski[5]
- Neusticurus medemi Dixon & Lamar, 1981
- Neusticurus racenisi Roze, 1958
- Neusticurus rudis Boulenger, 1900 – teju wodny[6]
- Neusticurus surinamensis L. Müller, 1923
- Neusticurus tatei (C.E. Burt & M.D. Burt, 1931)